# Миноноска
Миноноската е специален минен съд с водоизместимост от 20 до 100 тона, въоръжен с мини или торпеда. В ред страни (Руска империя, Германия, Австро-Унгария и Швеция) разграничение между 2 класа кораби: миноноски и минни катери официално не е правено, но въпреки това минните катери имат по-малки размери, отколкото миноноските (5 – 16 тона).
Носители на прътни и буксируеми мини се наричали минни баркаси, минни катери, минни лодки, минни шлюпки. С времето в документите на Морското министерство на Руската империя се появил термина „миноноска“, от заповед на генерал-адмирала Великия княз Константин Николаевич от 15 април 1878 г.

## Особености на конструкцията
Главно качество на миноноската е голямата скорост. Повишаването на скоростта се достига за сметка на облекчаване на корпуса на съда, който се строял от тънки листа висококачествена стомана. Непотопяемостта на миноноската се осигурявало с разделянето на корпуса на водонепроницаеми отсеци в седем отделения: таранно, носово, минно, прогарно, огнярско, машинно и кърмово. В кърмовото отделение се намира командирът, в него се намира щурвала, а над отделението, над горната палуба, има кула. Отгоре корпусът е прикрит от изпъкнала стоманена палуба.
Освен това голямата скорост на хода се достига за сметка на използването на машини с особена конструкция (за сметка на по-леки детайли тяхната пределна мощност е 10 – 20 пъти аналогичния показател при машините на броненосците), а също специално разработени гребни винтове и валове.
Миноноските се въоръжават с приспособления за използване на три вида мини:
- прътни мини (на носови прътове с дължина 8 – 9 метра)
- самодвижещи се мини конструкция на Робърт Уайтхед (в подвижни или стационарни минни апарати)
- метателни мини.

| Тип                 | Години на строеж | Построено единици | ТТД                                                                                | Разпределение по флотовете | Години на извеждане от строй |
| ------------------- | ---------------- | ----------------- | ---------------------------------------------------------------------------------- | -------------------------- | ---------------------------- |
| „Дракон“            | 1877 – 1878      | 77                | 25 t., ПМ, котел, 13 въз., 350 kg въглища, 100 – 150 мили, 1х381 mm НТА, 1х1х37/28 | БФ: 58; ЧФ: 6; ТОФ: 13     | 1906 – 1909                  |
| „Руски тип“         | 1878 – 1879      | 6                 | 30 t, ПМ, 14 въз., 1х381 mm ПТА, 1х1х37/28                                         | БФ: 3; ТОФ: 3              | 1906 – 1909                  |
| „Скорпион“          | 1878 – 1879      | 3                 | 25 t, 12 въз., 225 мили, 1х381 mm НТА, 1х1х37/28                                   | ЧФ: 3                      | 1906 – 1909                  |
| „Лук“               | 1878 – 1879      | 11                | 21 t, ПМ, 12въз., 110 мили, 1х381 mm НТА, 1х1х37/28                                | БФ:8; ЧФ: 3                | 1906 – 1909                  |
| „Самопал“           | 1878             | 2                 | 32 t, ПМ, 13 въз., 350 мили, 1х381 mm, 1х1х37/28                                   | БФ:2                       | 1906 – 1909                  |
| „Кефаль“            | 1878             | 1                 | 13 t, ПМ, 12 въз., 1х381 mm НТА                                                    | ЧФ                         | 1906 – 1909                  |
| „Сулин“             | 1878             | 4                 | 25 t, ПМ, 12 въз., 260 мили, 1х381 mm НТА, 1х1х37/28                               | ЧФ                         | 1906 – 1909                  |
| проект на Л. Никсон | 1904             | 10                | 35 t, ДВГ, 20 въз., 400 мили, 1х450 mm ПТА, 1х45 mm, 2х7,62 mm                     | ЧФ; БФ                     | 1921 – 1950                  |